# Cas Supermercat de Sils
El cas Supermercat de Sils fa referència a un conflicte urbanístic relacionat amb la concessió de llicències per a la construcció d’un supermercat al municipi de Sils, a la comarca de la Selva. El cas va generar controvèrsia per les possibles irregularitats administratives i urbanístiques, i va implicar investigacions judicials que van posar de manifest tensions entre els interessos privats i la gestió pública.

## Història
El conflicte urbanístic està relacionat amb una nau industrial construïda al mig d'un poble, que ha generat diverses sentències judicials. D'una banda els veïns i veïnes que consideraven que aquella nau construïda a tocar de la zona residencial incomplia la normativa urbanística, demanant l'enderrocament, de l'altra l'Ajuntament de Sils que defensava la legalitat de les llicències concedides. Els orígens del també anomenat cas Nyap de Sils es remunten a l'any 2007, al final del mandat de l'alcalde convergent Joaquim Rovira Planas.

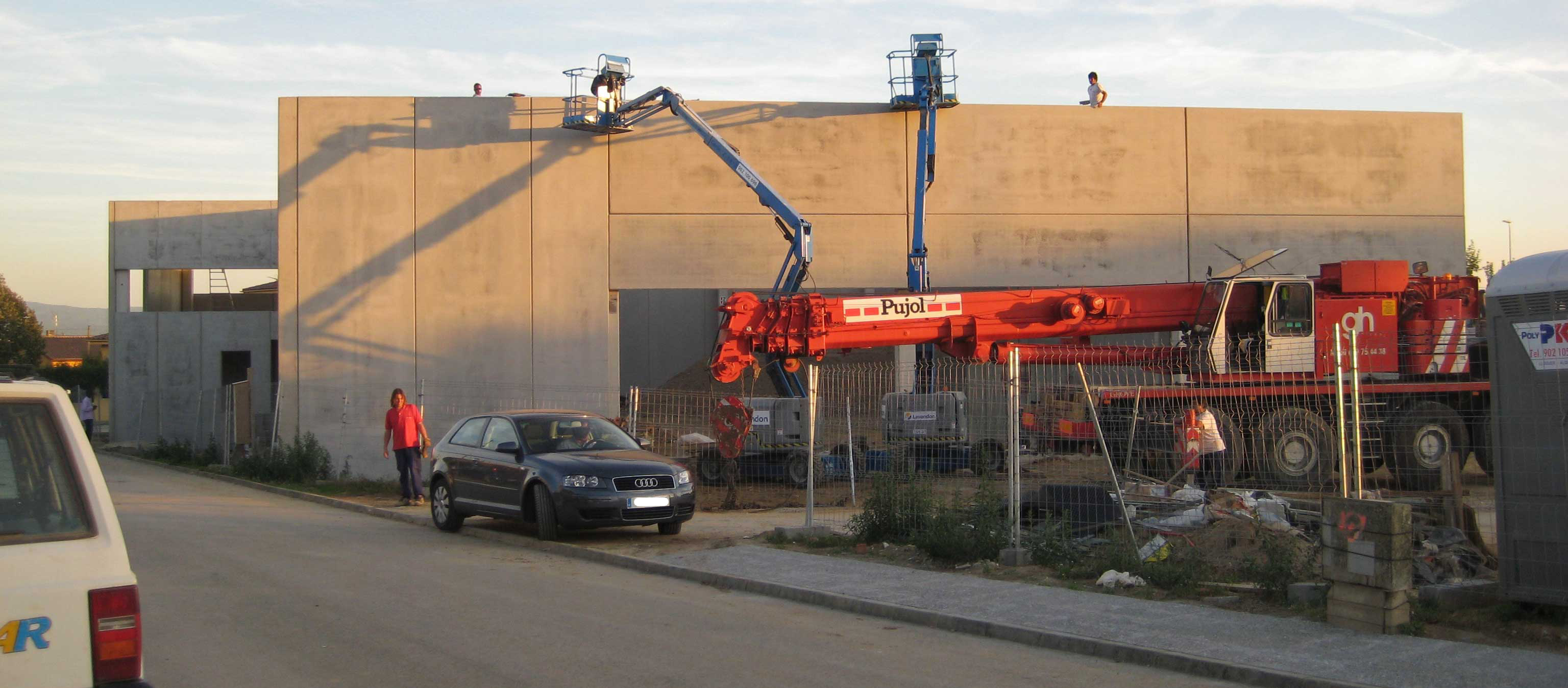
Construcció de la nau industrial al carrer Bastiments de Sils, any 2008.

L'any 2008, veïns d'un carrer de Sils (localitat catalana de la comarca de la Selva) fan una reclamació a l'Ajuntament, ja que consideraven que la nau industrial que s'estava construint davant de casa seva incomplia la normativa urbanística; el consistori va respondre als veïns assegurant-los que no tenien raó i que la llicència era del tot legal. A principis de 2009, l'Ajuntament de Sils rep la notificació de la jutgessa del Jutjat Contenciós Administratiu número 2 de Girona on se l'informa que s'ha admès a tràmit la denúncia de deu veïns del carrer Bastiments, a la zona coneguda com a Can Cabirol, que reclamen que, després d'haver argumentat les presumptes il·legalitats urbanístiques del supermercat i rebut resposta de l'Ajuntament, es revisi la llicència.
L'any 2013, una sentència del Jutjat Contenciós Administratiu número 2 de Girona va donar la raó als veïns: s'ordenava a l'Ajuntament que requerís la demolició de la nau. L'Ajuntament va interposar un recurs davant del Tribunal Superior de Justícia de Catalunya (TSJC).
L'any 2016, una sentència del Tribunal Superior de Justícia de Catalunya torna a donar la raó als veïns de Sils que des del 2009 denuncien la presència d'un supermercat Consum en una nau situada al sector de Can Cabirol. El supermercat va obrir les portes al 2009, però els veïns ja havien denunciat la construcció d'una nau industrial en un sector que qualifiquen de “barri residencial consolidat que no té res a veure amb un polígon industrial”. Malgrat la mobilització veïnal i crítiques de l'oposició, l'Ajuntament va tirar-ne endavant la tramitació. El cas es va traslladar als tribunals i al setembre del 2013 el jutjat de Girona va donar la raó als veïns: s'ordenava a l'Ajuntament que requerís la demolició de la nau. L'Ajuntament va interposar un recurs, que és el que ara el TSJC ha denegat.
Després de la sentència del TSJC, l'equip de govern de Sils planteja un nou recurs d'inexecució, mentre que els veïns afectats volen que l'enderroc de l'edifici es faci efectiu.
L'any 2020 es va obrir una negociació per evitar l'enderroc: el nou equip de govern i els veïns denunciants busquen “vies de solució” Els demandants recorden els greuges que els provoca el supermercat: el moll de càrrega i descàrrega, les maniobres dels camions, l'entrada i sortida dels vehicles dels clients, les ombres del mur de la nau industrial que causen humitats i sorolls de tota mena, com si el carrer fos el pati del darrere del supermercat, es lamenten; valoren el tarannà del nou equip de govern, però consideren que els canvis que reclamen van més enllà “de l'adequació de l'entorn i l'embelliment” de què va parlar el nou alcalde, Eduard Colomé, a principi de març de 2020. El litigi als jutjats entre les dues parts està en suspensió, pendent de com evolucionen les converses.
Juliol 2022, nova sentència del Jutjat del Contenciós Administratiu número dos de Girona assenyalant que les sentències prèvies que obligaven a tirar a terra l’edifici no són executables, tal com sosté el recurs en aquest sentit que havia presentat l’anterior consistori. El procediment, però, no està tancat: la sentència no és fema i, d'altra banda, els veïns –els quals sostenen que al barri no hi pot haver un equipament d’aquest tipus– ja han presentat recurs perquè s'executin les sentències prèvies (del 2013 i 2016 del Contenciós Administratiu i del TSJC, respectivament) que obligaven a enderrocar.
“Acabi com acabi, ningú se’n pot sentit orgullós”, va dir Eduard Colomé, l’alcalde de Sils, referint-se, d’una banda, a la manera com s'ha portat el conflicte i, de l’altra, a la despesa de recursos municipals que estan suposant tants anys de plets. Sobre això, va avisar del perjudici econòmic que hauria d’afrontar l’Ajuntament si finalment el TSJC acceptés el nou recurs dels veïns i s'acabés havent d’enderrocar el supermercat. D’altra banda, va subratllar que els tribunals ja havien deixat clara la il·legalitat de les llicències i que el que diu ara el Contenciós Administratiu és que aquelles sentències no són executables. També va acusar Nogué (l’alcalde anterior, ara a l’oposició) de fer “demagògia fàcil en any electoral”.